# Volta ao Algarve 2005
La Volta ao Algarve 2005, trentunesima edizione della corsa, valevole come prova del circuito UCI Europe Tour 2005 categoria 2.1, si svolse in 5 tappe dal 16 al 20 febbraio 2005 per un percorso totale di 863 km, con partenza da Albufeira e arrivo ad Alto Do Malhão. Fu vinta dal portoghese Hugo Sabido della squadra Paredes R.M.-Beirata, che si impose in 21 ore 44 minuti e 57 secondi alla media di 39,68 km/h.
Alla partenza erano presenti 152 ciclisti dei quali 46 portarono a termine la volta.

## Tappe
| Tappa  | Data        | Percorso                              | km  | Vincitore di tappa | Leader cl. generale |
| ------ | ----------- | ------------------------------------- | --- | ------------------ | ------------------- |
| 1ª     | 16 febbraio | Albufeira > Albufeira                 | 140 | Bernhard Eisel     | Bernhard Eisel      |
| 2ª     | 17 febbraio | Vila Real de Santo António > Portimão | 207 | Tom Steels         | Tom Steels          |
| 3ª     | 18 febbraio | Vila do Bispo > Lagos                 | 200 | Aleksej Markov     | Bernhard Eisel      |
| 4ª     | 19 febbraio | Castro Marim > Tavira                 | 151 | Bernhard Eisel     | Bernhard Eisel      |
| 5ª     | 20 febbraio | Lagoa > Alto Do Malhão                | 165 | Hugo Sabido        | Hugo Sabido         |
| Totale | Totale      | Totale                                | 863 |                    |                     |

## Squadre e corridori partecipanti
| N.    | Cod. | Squadra                        |
| ----- | ---- | ------------------------------ |
| 1-8   | DSC  | Discovery Channel              |
| 11-18 | GST  | Gerolsteiner                   |
| 21-28 | TMO  | T-Mobile Team                  |
| 31-38 | FDJ  | Française des Jeux             |
| 41-48 | COF  | Cofidis                        |
| 51-58 | DVL  | Davitamon-Lotto                |
| 61-68 | LAL  | L.A. Aluminios-Liberty Seguros |
| 71-78 | RGA  | Riberalves-Goldnutrition       |
| 81-88 | MIL  | Milaneza-Maia                  |
| 91-98 | MAD  | Madeinox-A.R. Canelas          |

| N.      | Cod. | Squadra                   |
| ------- | ---- | ------------------------- |
| 101-108 | PRM  | Paredes Rota Dos Moveis   |
| 111-118 | DUJ  | Duja-Tavira               |
| 121-128 | IMO  | Imoholding-Loulé          |
| 131-138 | BPC  | Barbot-Pascoal            |
| 141-148 | ASC  | ASC-Chenco Jeans          |
| 151-158 | CAB  | Carvalhelhos-Boavista     |
| 161-168 | RB3  | Rabobank Continental Team |
| 171-178 | SHM  | Shimano-Memory Corp       |
| 181-188 | LAN  | Landbouwkrediet-Colnago   |

## Dettagli delle tappe

### 1ª tappa
- 16 febbraio: Albufeira > Albufeira – 140 km

Risultati
| Pos. | Corridore      | Squadra         | Tempo    |
| ---- | -------------- | --------------- | -------- |
| 1    | Bernhard Eisel | Franc. des Jeux | 3h36'31" |
| 2    | Olaf Pollack   | T-Mobile Team   | s.t.     |
| 3    | Tom Steels     | Davitamon-Lotto | s.t.     |

| Pos. | Corridore         | Squadra         | Tempo    |
| ---- | ----------------- | --------------- | -------- |
| 1    | Bernhard Eisel    | Franc. des Jeux | 3h36'21" |
| 2    | Olaf Pollack      | T-Mobile Team   | a 4"     |
| 3    | Eelke van der Wal | Shimano         | s.t.     |

### 2ª tappa
- 17 febbraio: Vila Real de Santo António > Portimão – 207 km

Risultati
| Pos. | Corridore      | Squadra         | Tempo    |
| ---- | -------------- | --------------- | -------- |
| 1    | Tom Steels     | Davitamon-Lotto | 5h05'54" |
| 2    | Stuart O'Grady | Cofidis         | s.t.     |
| 3    | Olaf Pollack   | T-Mobile Team   | s.t.     |

| Pos. | Corridore      | Squadra         | Tempo    |
| ---- | -------------- | --------------- | -------- |
| 1    | Tom Steels     | Davitamon-Lotto | 8h42'11" |
| 2    | Olaf Pollack   | T-Mobile Team   | a 4"     |
| 3    | Bernhard Eisel | Franc. des Jeux | s.t.     |

### 3ª tappa
- 18 febbraio: Vila do Bispo > Lagos – 200 km

Risultati
| Pos. | Corridore      | Squadra         | Tempo    |
| ---- | -------------- | --------------- | -------- |
| 1    | Aleksej Markov | Milaneza-Maia   | 4h59'35" |
| 2    | Bernhard Eisel | Franc. des Jeux | s.t.     |
| 3    | Hans Dekkers   | Rabobank C.T.   | s.t.     |

| Pos. | Corridore      | Squadra         | Tempo     |
| ---- | -------------- | --------------- | --------- |
| 1    | Bernhard Eisel | Franc. des Jeux | 13h41'44" |
| 2    | Tom Steels     | Davitamon-Lotto | a 2"      |
| 3    | Stuart O'Grady | Cofidis         | a 3"      |

### 4ª tappa
- 19 febbraio: Castro Marim > Tavira – 151 km

Risultati
| Pos. | Corridore      | Squadra         | Tempo    |
| ---- | -------------- | --------------- | -------- |
| 1    | Bernhard Eisel | Franc. des Jeux | 3h41'23" |
| 2    | Stuart O'Grady | Cofidis         | s.t.     |
| 3    | Fabian Wegmann | Gerolsteiner    | s.t.     |

| Pos. | Corridore      | Squadra         | Tempo     |
| ---- | -------------- | --------------- | --------- |
| 1    | Bernhard Eisel | Franc. des Jeux | 17h22'57" |
| 2    | Stuart O'Grady | Cofidis         | a 7"      |
| 3    | Fabian Wegmann | Gerolsteiner    | a 22"     |

### 5ª tappa
- 20 febbraio: Lagoa > Alto Do Malhão – 165 km

Risultati
| Pos. | Corridore           | Squadra         | Tempo    |
| ---- | ------------------- | --------------- | -------- |
| 1    | Hugo Sabido         | Paredes         | 4'21'45" |
| 2    | José Luis Rubiera   | Discovery       | a 15"    |
| 3    | Jurgen Van De Walle | Landbouwkrediet | a 18"    |

| Pos. | Corridore         | Squadra   | Tempo     |
| ---- | ----------------- | --------- | --------- |
| 1    | Hugo Sabido       | Paredes   | 21'44'57" |
| 2    | Stuart O'Grady    | Cofidis   | a 10"     |
| 3    | José Luis Rubiera | Discovery | a 20"     |

## Evoluzione delle classifiche
| Tappa              | Vincitore          | Classifica generale | Classifica scalatori | Classifica a punti | Classifica sprint | Classifica a squadre |
| ------------------ | ------------------ | ------------------- | -------------------- | ------------------ | ----------------- | -------------------- |
| 1ª                 | Bernhard Eisel     | Bernhard Eisel      | Eelke van der Wal    | Bernhard Eisel     | Eelke van der Wal | Française des Jeux   |
| 2ª                 | Tom Steels         | Tom Steels          | Eelke van der Wal    | Tom Steels         | Eelke van der Wal | T-Mobile Team        |
| 3ª                 | Aleksej Markov     | Bernhard Eisel      | Hugo Sabido          | Olaf Pollack       | Stuart O'Grady    | T-Mobile Team        |
| 4ª                 | Bernhard Eisel     | Bernhard Eisel      | Hugo Sabido          | Bernhard Eisel     | Stuart O'Grady    | Française des Jeux   |
| 5ª                 | Hugo Sabido        | Hugo Sabido         | Hugo Sabido          | Bernhard Eisel     | Stuart O'Grady    | Discovery Channel    |
| Classifiche finali | Classifiche finali | Hugo Sabido         | Hugo Sabido          | Bernhard Eisel     | Stuart O'Grady    | Discovery Channel    |

## Classifiche finali

### Classifica generale
| Pos. | Corridore           | Squadra         | Tempo     |
| ---- | ------------------- | --------------- | --------- |
| 1    | Hugo Sabido         | Paredes         | 21h44'57" |
| 2    | Stuart O'Grady      | Cofidis         | a 10"     |
| 3    | José Luis Rubiera   | Discovery       | a 20"     |
| 4    | Pedro Lopes         | L.A. Aluminios  | a 25"     |
| 5    | Jurgen Van De Walle | Landbouwkrediet | s.t.      |
| 6    | Juan Olmo           | Duja-Tavira     | a 26"     |
| 7    | Héctor Guerra       | L.A. Aluminios  | a 29"     |
| 8    | Fabian Wegmann      | Gerolsteiner    | a 34"     |
| 9    | Volodymyr Bileka    | Discovery       | a 38"     |
| 10   | Carlos Pinho        | Barbot-Pascoal  | s.t.      |

### Classifica a punti
| Pos. | Corridore         | Squadra         | Punti |
| ---- | ----------------- | --------------- | ----- |
| 1    | Bernhard Eisel    | Franc. des Jeux | 70    |
| 2    | Stuart O'Grady    | Cofidis         | 65    |
| 3    | Hugo Sabido       | Paredes         | 34    |
| 4    | José Luis Rubiera | Discovery       | 22    |
| 5    | Pedro Soeiro      | Carvalhelhos    | 21    |

### Classifica scalatori
| Pos. | Corridore         | Squadra         | Punti |
| ---- | ----------------- | --------------- | ----- |
| 1    | Hugo Sabido       | Paredes         | 31    |
| 2    | Fabian Wegmann    | Gerolsteiner    | 14    |
| 3    | Bram Schmitz      | T-Mobile Team   | 12    |
| 4    | Léon van Bon      | Davitamon-Lotto | 12    |
| 5    | José Luis Rubiera | Discovery       | 8     |

### Classifica a squadre
| Pos. | Squadra                            | Tempo     |
| ---- | ---------------------------------- | --------- |
| 1    | Discovery Channel Pro Cycling Team | 65h16'49" |
| 2    | Landbouwkrediet-Colnago            | a 13"     |
| 3    | Davitamon-Lotto                    | a 1'15"   |
| 4    | Carvalhelhos-Boavista              | a 1'47"   |
| 5    | Team Gerolsteiner                  | a 4'14"   |